# Moravský Písek
Moravský Písek, bis 1924 Písek (deutsch Mährisch Pisek, früher Pissek, Piseck) ist eine Gemeinde in Tschechien. Sie liegt vier Kilometer westlich von Uherský Ostroh und gehört zum Okres Hodonín.

## Geographie
Moravský Písek befindet sich am südöstlichen Fuße der Kyjovská pahorkatina im Dolnomoravský úval (Südliches Marchbecken) am Rande einer Sanddüne. Das Dorf liegt rechtsseitig des Baches Polešovický potok und des Kanals Nová Morava. Dreieinhalb Kilometer südöstlich fließt die March. Nördlich erhebt sich der Kladíkov (195 m), im Nordosten die Gajara (171 m), südwestlich die Horní hory (292 m), im Westen die Stará hora (289 m) und nordwestlich der Domanínský kopec (312 m). Südlich des Ortes führt die Staatsstraße I/54 von Bzenec nach Veselí nad Moravou vorbei. Am westlichen Ortsrand verläuft die Bahnstrecke Přerov–Břeclav, von der hier die Bahnstrecke Bzenec–Moravsky Písek abzweigt. In Moravský Písek zwei befinden sich Bahnhalte. Der Haltepunkt Moravský Písek-zastávka liegt nahe dem Ortszentrum an ersterer Strecke, der zwei Kilometer südwestlich in der Siedlung U nádraží gelegene Bahnhof Moravský Písek wird von beiden Strecken angefahren. Südwestlich befindet sich das Bahnkreuz mit der Bahnstrecke Brno–Vlárský průsmyk.
Nachbarorte sind Vážany, Polešovice im Norden, Nedakonice, Ostrožská Nová Ves und Chylice im Nordosten, Kvačice und Uherský Ostroh im Osten, Milokošť, Veselí nad Moravou und Zarazice im Südosten, Vnorovy, Lidéřovice und Strážnice im Süden, U nádraží, Olšovec und Bzenec im Südwesten sowie Těmice, Domanín und Ořechov im Nordwesten.

## Geschichte
Die erste schriftliche Erwähnung des Dorfes erfolgte im Jahre 1300 im Zusammenhang mit Rubert de Arena, der in einer Schenkungsurkunde des Velislav von Ořechov für das Kloster Velehrad als Zeuge zeichnete. Der Ortsname Písek (lateinisch Arena, deutsch Sand) leitet sich von der Düne ab. Seit 1363 gehörte die Herrschaft Písek zum Hradischer Kreis. Im Jahre 1415 erwarben die Herren von Sternberg Písek und schlossen es ihre Herrschaft Wessely an. Um 1526 ließ Hynek Bilík von Kornice in den Marchauen mittels großer Schüttdämme die Fischteiche Horní rybník und Dolní rybník anlegen. Das älteste Ortssiegel stammt von 1638. Maximilian Želecký von Počenice, der die Herrschaft Wessely 1707 erwarb, ließ wenig später südlich von Písek auf der Fläche des abgelassenen Teiches Dolní rybník den Entenfang Kačeník anlegen, in dem er durch abgerichtete Hunde die Wasservögel lebendig fangen ließ. Ab 1731 gehörte die Herrschaft den Chorinský von Ledska. Seit 1787 besteht in Písek eine Schule. Bis zur Mitte des 19. Jahrhunderts blieb Písek immer nach Wessely und den Grafen Chorinský untertänig.
Nach der Ablösung der Patrimonialherrschaften bildete Písek/Pissek ab 1850 eine Gemeinde in der Bezirkshauptmannschaft Hradisch. Im Jahre 1897 gründete sich die Freiwillige Feuerwehr. Der amtliche Ortsname wurde 1924 zur Unterscheidung von gleichnamigen Orten um das Prädikat Moravský erweitert. 1949 wurde Moravský Písek dem Okres Veselí nad Moravou zugeordnet und nach dessen Auflösung im Jahre 1960 gehört die Gemeinde zum Okres Hodonín. Seit 2000 führt Moravský Písek ein Wappen und Banner.

## Gemeindegliederung
Für die Gemeinde Moravský Písek sind keine Ortsteile ausgewiesen. Zu Moravský Písek gehört die Ansiedlung U nádraží.

## Sehenswürdigkeiten

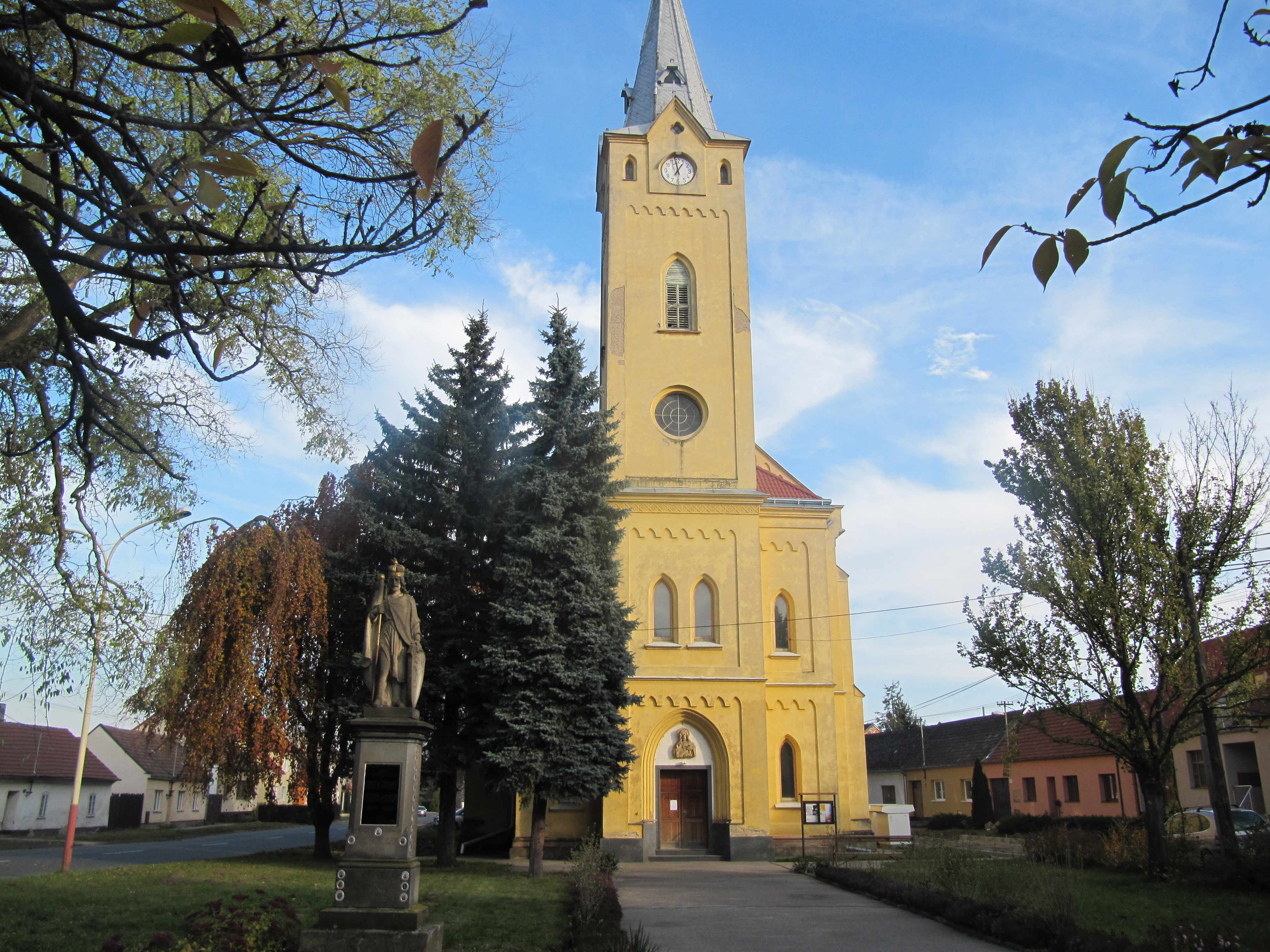
Kirche der hl. Anna

- neogotische Kirche der hl. Anna, geweiht 1910
- Barockes Kreuz aus dem Jahre 1762
- Statue des hl. Johannes von Nepomuk, an der Kirche, geschaffen 1743
- Kačeník, südlich des Dorfes an der Nová Morava. Die zu Beginn des 18. Jahrhunderts angelegte und in Europa einmalige Anlage zum Lebendfang von Enten mittels abgerichteter Hunde ist weitgehend erhalten. Genutzt wird sie jedoch nicht mehr.
- Vypálenky, das Sumpfgebiet ist als Naturschutzgebiet geschützt
- ehemaliger Meierhof, seit 1525 nachweisbar

## Söhne und Töchter der Gemeinde
- Tomáš Vybíral (1911–1981), tschechoslowakischer Jagdflieger im Zweiten Weltkrieg